# Cratere Resen
Resen  è un cratere sulla superficie di Marte.